# Nicolas Baert
Nicolas Baert (Eigenbrakel, 8 augustus 2001) is een Belgisch autocoureur. In 2023 werd hij kampioen in de Gold-klasse van de GT World Challenge Europe Endurance Cup.

## Carrière

### Formule 4
Baert maakte zijn debuut in het formuleracing in 2019 in het Spaans Formule 4-kampioenschap, waarin hij voor MP Motorsport reed. Een vierde plaats in het laatste raceweekend op het Circuit de Barcelona-Catalunya was zijn beste resultaat. Met 105 punten werd hij zevende in het kampioenschap. Tevens vertegenwoordigde hij België tijdens de Formule 4-klasse van de FIA Motorsport Games op het Autodromo Vallelunga. Hij kwalificeerde zich als elfde en werd zevende in de kwalificatierace. In de hoofdrace was hij de enige coureur die de finish niet haalde.

### Toerwagens
In 2020 stapte Baert over naar de toerwagens en kwam hij uit in de TCR Europe Touring Car Series bij het team Comtoyou Racing. Hij behaalde een overwinning op het Circuit Zolder en stond ook eenmaal op het Autodromo Nazionale Monza op het podium. Met 244 punten werd hij achter Mehdi Bennani en John Filippi derde in de eindstand. Aan het eind van het jaar maakte hij zijn debuut in de World Touring Car Cup als wildcardcoureur in het raceweekend op het Motorland Aragón, waarin een elfde plaats zijn beste race-uitslag was.
In 2021 bleef Baert actief in de TCR Europe bij Comtoyou. Ditmaal behaalde hij enkel een podiumplaats in de seizoensopener op de Slovakiaring, waardoor hij met 242 punten zakte naar de zevende plaats in het klassement. Binnen dit kampioenschap vond tevens de TCR Benelux plaats, waarin hij achter Niels Langeveld tweede werd.

### GT-racerij
In 2022 maakte Baert de overstap naar de GT-racerij en nam hij deel aan de Silver Cup-klasse van zowel de GT World Challenge Europe Sprint Cup als de GT World Challenge Europe Endurance Cup voor het Saintéloc Junior Team. In de Sprint Cup deelde hij de auto met Gilles Magnus en won hij een race op het Circuit de Nevers Magny-Cours. Ook op het Misano World Circuit Marco Simoncelli stond hij op het podium. Met 76 punten werd hij vijfde in de eindstand. In de Endurance Cup reed hij samen met César Gazeau en Aurélien Panis, waarin twee vierde plaatsen op het Autodromo Internazionale Enzo e Dino Ferrari en de Hockenheimring Baden-Württemberg zijn beste resultaten waren. Met 43 punten werd hij ook hier vijfde in de eindstand.
In 2023 bleef Baert actief in beide kampioenschappen, maar stapte hij over naar zijn oude team Comtoyou Racing. In de Sprint Cup deelde hij de auto met Frédéric Vervisch en kwam hij uit in de algemene klasse. Hij behaalde een podiumplaats op de Hockenheimring en eindigde met 27,5 punten als achtste in het klassement. In de Endurance Cup reed hij samen met Maxime Soulet en Max Hofer in de Gold-klasse. Hier behaalde hij twee zeges op Monza en het Circuit Paul Ricard en stond hij ook in de 24 uur van Spa-Francorchamps op het podium. Met 104 punten werd hij gekroond tot kampioen.
In 2024 reed Baert opnieuw in beide klassen bij Comtoyou. In de Sprint Cup reed hij samen met Mattia Drudi. Hij stond enkel in de seizoensfinale in Barcelona op het podium en werd zo met 17 punten elfde in de eindstand. Binnen de Endurance Cup stapte hij over naar de Silver-klasse als teamgenoot van Esteban Muth en Sebastian Øgaard. Hij stond op Monza en het Jeddah Corniche Circuit op het podium en eindigde met 47 punten als twaalfde in het klassement.

### DTM
In 2025 maakt Baert zijn debuut in de DTM bij Comtoyou Racing.